# Okroezjnaja (station MTsD)
Okroezjnaja (Russisch: Окружная ) is een station in de Russische hoofdstad Moskou. Het station ligt bij de kruising van de Moskouse centrale ringlijn met de voorstadslijn van station Moskva Savjolovskaja naar het noorden. Tevens is hier een gelijknamig metrostation dat sinds 22 maart 2018 een overstap op de Ljoeblinskaja-lijn biedt. Het station is in 2015 nieuw gebouwd en behoort niet tot de oorspronkelijke stations van de kleine ringlijn uit 1908.